# Cocktail party
Pour les articles homonymes, voir Cocktail (homonymie).

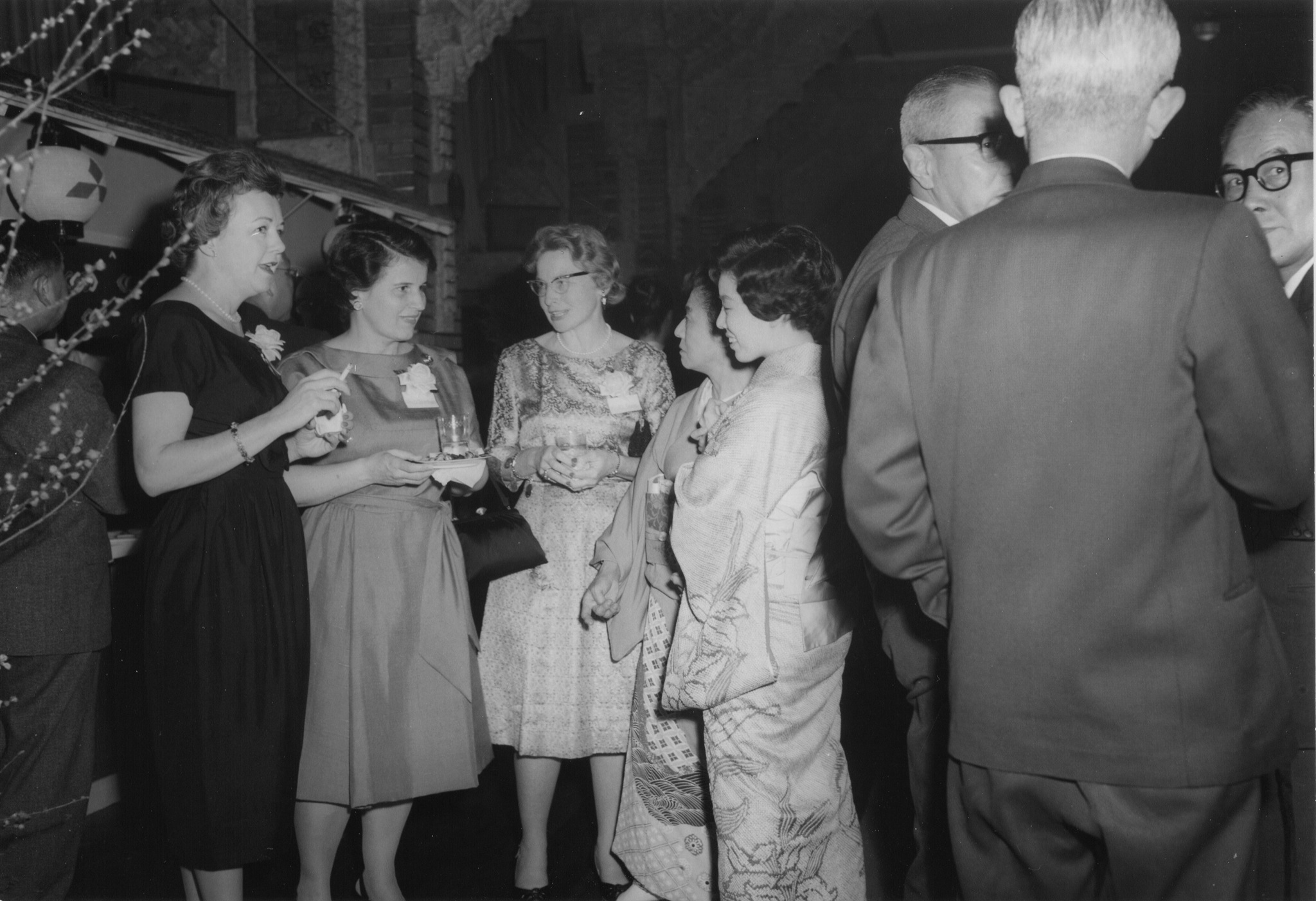
Une cocktail party à Tokyo (Japon) en 1961.

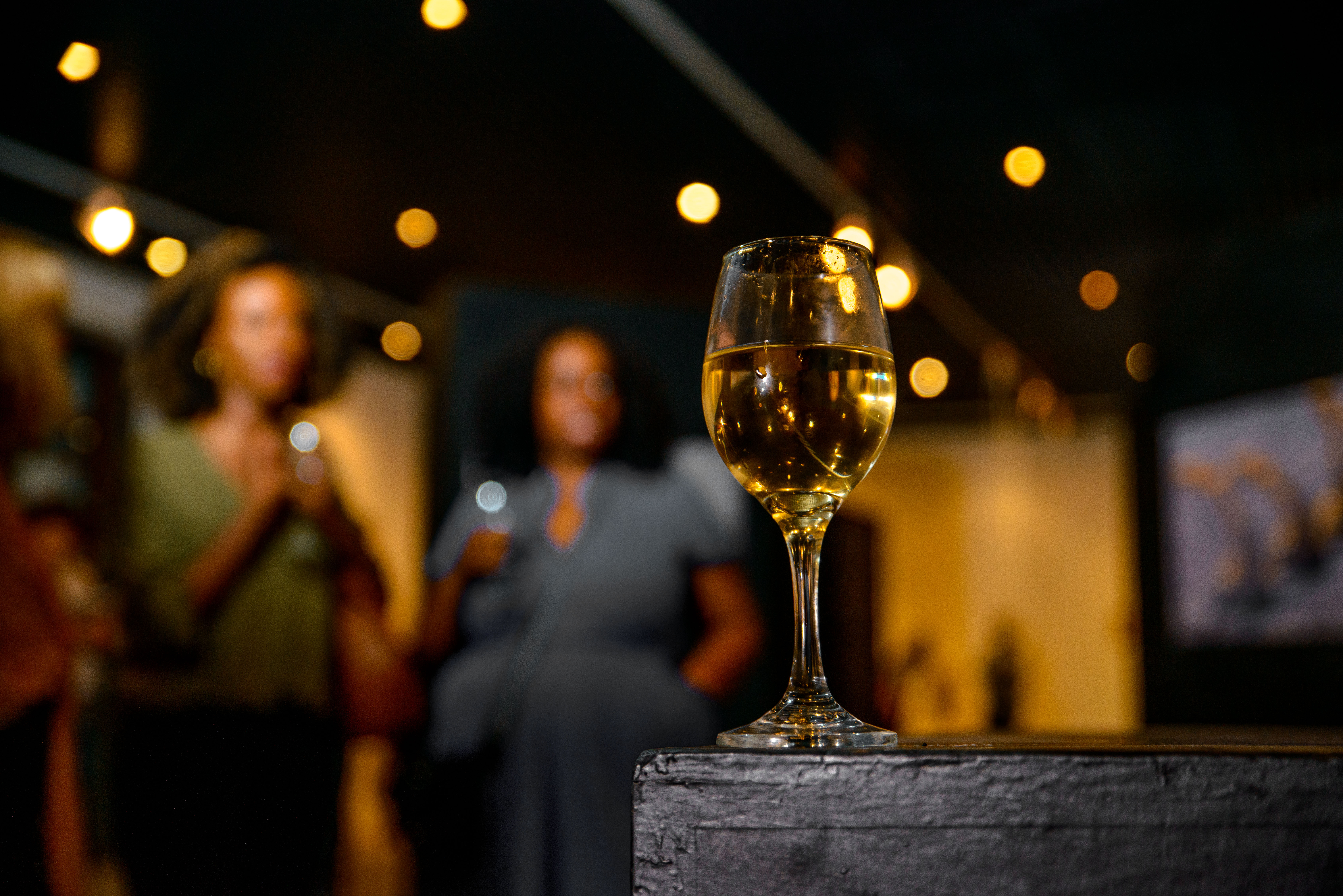
Un verre de vin blanc servi lors d'un cocktail en Tanzanie.

Une cocktail party, terme aujourd'hui vieilli auquel on préfère simplement celui de cocktail, est une réception où des cocktails sont servis, ainsi que d'autres boissons alcoolisées (champagne, vin, porto, etc.). 
Cette réception mondaine, entrée dans les mœurs de la bourgeoisie française après la Première Guerre mondiale, se tient toujours avant le dîner qu'elle ne remplace pas. On n'y sert que des petits fours, des biscuits salés ou des canapés, etc. alors que le buffet, qui est un dîner (ou un déjeuner) où l'on se sert également debout, comporte des plats de résistance à l'inverse du cocktail. Le cocktail se tient généralement après 19 heures et dure jusqu'à 21 heures, ou un peu plus tard. Les femmes peuvent choisir de porter une robe de cocktail, expression lancée par Christian Dior dans les années 1940, qui date de l'époque où les invitées s'habillaient de manière moins formelle que pour un dîner, mais de façon plus recherchée que pour un déjeuner. Dans les années 1960, cette robe était souvent de couleur noire et de forme plus simple que la « robe du soir ». Aujourd'hui ces différences n'existent plus. 
Les invités sont le plus souvent debout et se servent au bar ou au buffet tenu par un maître d'hôtel, s'il y en a un, sinon par le maître de maison, tandis que les plateaux circulent parmi eux.
Le cocktail peut être suivi ou non par un dîner.
Un cocktail n'a jamais lieu avant 19 heures, heure où se termine le thé, où l'on ne sert pas de boissons alcoolisées.